# Liste der Mitglieder des Landtages (Volksstaat Hessen) (4. Wahlperiode)
Diese Liste gibt einen Überblick über alle Mitglieder des Landtages des Volksstaates Hessen in der 4. Wahlperiode (1927 bis 1931).

## Präsidium
- Präsident: Bernhard Adelung (SPD) (bis 1928)
- Präsident: Heinrich Delp (SPD) (ab 1928)
- Stellvertreter des Präsidenten:
  - Georg Wilhelm von Helmolt (HBB)
  - August Nuss (DVP) (bis 1928)
  - Pankraz Blank (Zentrum) (ab 1928)

- Schriftführer
  - Pankraz Blank (Zentrum) (bis 1928)
  - Alois Späth (Zentrum) (ab 1928)
  - Wilhelm Fenchel (HBB)
  - Johann Eberle (DDP)
  - Friedrich Jakob Schott (DVP)
  - Heinrich Angermeier (KPD) (bis 1929)
  - Karl Ludwig Storck (SPD)

## Fraktionsvorsitzende
- HBB: Konrad Karl Glaser
- DDP: Julius Reiber
- DVP: Eduard Dingeldey (bis 1929)
- DVP: Otto Keller (ab 1929)
- KPD: Heinrich Galm (bis 1929)
- KPD: Ludwig Keil (ab 1929)
- SPD: Georg Kaul
- Zentrum: Hans Hoffmann

## Mitglieder

### A
- Bernhard Adelung (SPD)
- Heinrich Angermeier (KPD, ab Anfang 1929 KPO)
- Wilhelm IV. Anthes (SPD)
- Johann Peter Arras (HBB)
- Friedrich Axt (VRP)

### B
- Karoline Balser (Lina) (DDP)
- Georg Wilhelm Best (VRP)
- Maria Birnbaum (DVP)
- Pankraz Blank (Zentrum)
- August Böhm (DNVP)
- Karl Friedrich Burgbacher (Fritz)  (Zentrum)

### D
- Gustav Adolf Dehlinger (HBB, DVP)
- Heinrich Delp (SPD)
- Eduard Dingeldey (DVP)
- Walter Donat (DDP)

### E
- Johann Eberle (DDP, ab 1931 RDP)

### F
- Wilhelm Fenchel (HBB, DVP)

### G
- Heinrich Galm (KPD, ab Anfang 1929 KPO)
- Konrad Karl Glaser (HBB, DNVP)
- Johannes II. Gussmann (HBB)

### H
- Hermann Wilhelm Hammann (KPD)
- Jean Christoph Harth (SPD)
- Elisabeth Hattemer („Else“, Zentrum)
- Konrad Haury (DVP)
- Anton Heinstadt (Zentrum)
- Georg Wilhelm von Helmolt (HBB)
- Julie Heraeus (DNVP)
- Richard Heyne (DVP)
- Hans Hoffmann (auch Johann; Zentrum)

### I
- Heinrich Ille (Zentrum)

### J
- Friedrich Jost (HBB) (bis zum 18. Mai 1931; Nachfolger: Friedrich Wilhelm Stein)

### K
- Martin Jakob II. Kärcher (DVP)
- Georg Kaul (SPD)
- Jakob Keller (Zentrum)
- Otto Keller (DVP)
- Rudolf Kindt (DNVP)
- Adolf Korell (DDP)
- Wilhelm Ludwig Kunkel (DVP)

### L
- Peter Lang (Zentrum)
- Hans Lautenbacher (Zentrum)
- Georg Lebert (SPD)
- Heinrich Leuchtgens (HBB)
- Wilhelm Leuschner (SPD)
- August Lorenz (SPD)
- Ludwig Lückel (SPD)
- Anton Lux (SPD)

### M
- Albin Eduard Mann (SPD)
- Jakob Karl Maurer (SPD)
- Otto Moebus (HBB)
- Georg Müller (HBB)

### N
- Friedrich Niepoth (DVP)
- Christina Noll (SPD)
- August Nuss (Zentrum)

### R
- Johann Georg Raab (SPD)
- Bernhard Rechthien (SPD)
- Julius Reiber (DDP, ab 1931 RDP)
- Jakob Ferdinand Reuter (SPD)
- Heinrich Ritzel (SPD)
- Franz Joseph IV. Ross (SPD)

### S
- Jakob Schaefer (KPD)
- Heinrich Wilhelm Schaub (SPD)
- Konrad von der Schmitt (KPD)
- Christian Karl Scholz (DVP)
- Friedrich Jakob Schott (DVP)
- Johann Schreiber (DDP)
- Joseph Maria Schül (Zentrum)
- Georg Schwebel (auch Schwöbel) (SPD)
- Alois Späth (Zentrum)
- Jakob Steffan (SPD)
- Friedrich Wilhelm Stein (HBB) (seit dem 23. Mai 1931; Vorgänger: Friedrich Jost)
- Margarethe Steinhäuser (SPD)
- Karl Ludwig Storck (SPD)
- Otto Sturmfels (SPD)
- Hermann Sumpf (KPD)

### U
- Carl Ulrich (SPD)

### W
- Wilhelm Weber (SPD)
- Heinrich III. Weckler (Zentrum)
- Ferdinand Werner (NSDAP)
- Johann Wesp (Zentrum)
- Ernst Wilhelm Widmann (SPD)
- Kaspar Winter (Zentrum)
- Hugo Wolf (VRP)
- Richard Wolf (HBB)

### Z
- Heinrich Zinnkann (SPD)